# Regno di Artsakh
Il Regno di Artsakh (in armeno Արցախի թագավորություն?), conosciuto anche con il nome di Regno di Syunik-Baghk, è il nome moderno dato allo Stato medioevale dell' territorio storico Artsakh е Gardman.
Le fonti contemporanee si riferivano ad esso come il "Regno di Aghuank".
La casa reale di Artsakh era un ramo cadetto dell'antica dinastia syunide e fu chiamata Khachen, dal nome della sua roccaforte.

## Storia
Il Regno si costituì quando Giovanni-Senecherib (Hovhannes-Senekerim) acquisì il titolo reale nell'anno 1000 d.C..
Nel 1182, il Regno fu suddiviso, mentre, nel 1261, acquisì Dizak e Gardman.
I sovrani di Artsakh mantennero uno stato di sovranità internazionalmente riconosciuto, anche se al principio del XIII secolo essi accettarono la suzeraineté georgiana e, successivamente, mongola.
La famiglia perse il titolo reale dopo l'assassinio di Hasan Jalal Vahtangian (1214-1261) ad opera del signore ilkhanide Arghun Khan, ma continuò a governare l'Artsakh come principato, che dal XVI secolo comprendette cinque malikhati armeni e durò fino al principio del XIX secolo.